# Puya glaucovirens
Puya glaucovirens är en gräsväxtart som beskrevs av Carl Christian Mez. Puya glaucovirens ingår i släktet Puya och familjen Bromeliaceae. Inga underarter finns listade i Catalogue of Life.